# Andries Noppert
Andries Noppert (ur. 7 kwietnia 1994 w Heerenveen) – holenderski piłkarz, występujący na pozycji bramkarza w holenderskim klubie sc Heerenveen oraz w reprezentacji Holandii.

## Kariera klubowa
Treningi piłkarskie rozpoczął w sc Joure, z którego w 2005 roku trafił do sc Heerenveen. W 2013 roku został zawodnikiem pierwszej drużyny tego klubu. W maju 2014 podpisał dwuletni kontrakt z NAC Breda, a w czerwcu 2016 przedłużył go o kolejne dwa lata. W styczniu 2018 podpisał półroczny kontrakt z włoskim Foggia Calcio z możliwością przedłużenia o 2 lata. Po sezonie 2018/2019 klub został rozwiązany, a Noppert wrócił do Holandii, gdzie we wrześniu 2019 został zawodnikiem FC Dordrecht. W styczniu 2021 podpisał kontrakt z Go Ahead Eagles obowiązujący do końca sezonu. W maju tegoż roku umowa została przedłużona o kolejny rok. W maju 2022 wrócił do sc Heerenveen, z którym podpisał dwuletni kontrakt. Zadebiutował w tym klubie 5 sierpnia w zremisowanym 0:0 spotkaniu ze Spartą Rotterdam. Pozostał podstawowym bramkarzem drużyny do stycznia 2023, kiedy na rozgrzewce przed meczem z Fortuną Sittard doznał kontuzji nogi.

## Kariera reprezentacyjna
11 listopada 2022 znalazł się w gronie 26 zawodników powołanych na mistrzostwa świata. W reprezentacji Holandii zadebiutował 21 listopada 2022 w wygranym 2:0 meczu fazy grupowej mistrzostw świata z Senegalem, mimo że w całej karierze rozegrał zaledwie 51 spotkań. Pozostał podstawowym bramkarzem reprezentacji Holandii podczas mistrzostw; cztery dni później wystąpił w zremisowanym 1:1 spotkaniu z Ekwadorem, a 29 listopada zagrał w wygranym 2:0 starciu z Katarem. 3 grudnia wystąpił w wygranym 3:1 meczu 1/8 finału z USA. 9 grudnia zagrał w zremisowanym 2:2 spotkaniu ćwierćfinałowym z Argentyną, przegranym w serii rzutów karnych 3:4. Był najwyższym uczestnikiem MŚ.
W maju 2023 został powołany na turniej finałowy Ligi Narodów.